# Aino Räsänen

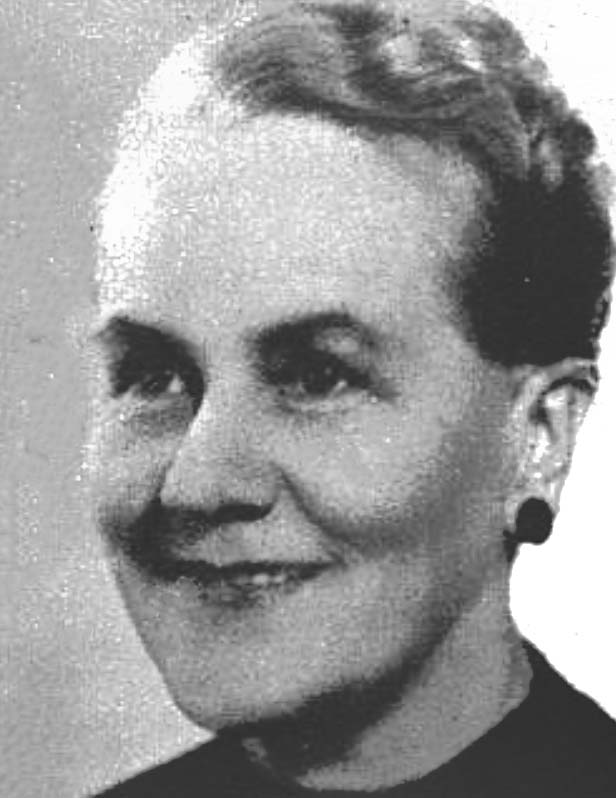
Portret van Aino Räsänen.

Aino Alina Räsänen, geboren als Heikkinen (Nakkila, 23 oktober 1910  - Siilinjärvi, 14 september 1995) was een Finse auteur. Tevens was ze een columnist alsook een artikelschrijfster voor meerdere kranten. Naast haar auteurschap was ze een onderwijzeres. In 1934 trouwde ze met de boer Toivo Räsänen en woonde het grootste deel van haar leven in Maaninga.
Een groot aantal boeken van haar kregen een filmadaptatie. Mede dankzij haar werd de voornaam Jari populair in Finland, ze gebruikte die naam in twee van haar romans.

## Werken[3]
- Soita minulle, Helena! (1945) (Elokuvasovitus Soita minulle, Helena! 1948. Ohj. Hannu Leminen.)
- Olen odottanut sinua (1947)
- Onnen kanssa piilosilla (1948)
- ...ja Helena soittaa. Junkkerin perheen vaiheita (1950) (Elokuva ... ja Helena soittaa 1952. Ohj. Lasse Pöysti.)
- Kartano odottaa isäntää (1951)
- Näkemiin, Helena (1953) (Elokuva Näkemiin Helena 1955. Ohj. Lasse Pöysti)
- Pää pystyyn, Helena (1955) (Elokuva Pää pystyyn Helena 1957. Ohj. Esko Töyri)
- Päivi, Helenan tytär (1957)
- Tuulenpesä (1958)
- Helena ja Etelän tyttö (1959)
- Tyttö ja länsimyrsky (1960)
- Tuuli vei, tuuli toi (1962)
- Nuotio palaa (1963)
- Helena ei tottele (1964)
- Katariina ja Anu-Riikka (1965)
- Leikki leikkinä ja henki pois (1966)
- Helenan suku (1967)
- Muuttolintu (1968)
- Helenan terveiset (1969)
- Annika tulee kaupunkiin' (1971)
- Kartanon musta majuri (1972)
- Helenan askeleissa (1974)
- Kohti suurta seikkailua (1974) (Kuvitus: Helga Sjöstedt)
- Eevastiina (1976)
- Helenan muisto (1978)
- Sirpale onnea (1980)

- International Standard Name Identifier: 0000 0000 2767 2756
- Library of Congress Control Number: n87108688
- Virtual International Authority File: 72899010
- WorldCat: E39PBJtH4hW4vtj4CFjrkHdG73